# Elecciones parlamentarias de Letonia de 2010
Las elecciones parlamentarias se celebraron en Letonia el 2 de octubre de 2010. Esta era la primera elección parlamentaria que se llevaba a cabo en Letonia desde el principio de la crisis económica durante la cual el país había experimentado una de las recesiones más profundas en el mundo.
Los resultados mostraron un aumento en el apoyo para el gobierno de coalición de Valdis Dombrovskis obteniendo 58% del voto y 63 de los 100 asientos.

## Antecedentes
Aparezca que las elecciones tempranas serían aguantadas en tempranos 2009, cuándo el gobierno estuvo frente a protestas violentas sobre los efectos de la crisis financiera de 2008–2009 encima Letonia y algunos políticos vieron elecciones tempranas como la manera única de afrontar la rabia de las personas. Las elecciones eran para ser evitados si el Saeima leyes de reforma constitucionales pasadas, incluyendo una ley para dejar referéndums encima disolviendo el parlamento, para el 31 de marzo de 2009; si esto no había pasado, el Presidente de Letonia, Valdis Zatlers, habría disuelto parlamento.
Después de sobrevivir un moción de censura a principios de febrero, el primer ministro Ivars Godmanis dimitió el 20 de febrero de 2009 después de que los dos partidos más grandes (Partido Popular y la Unión de Verdes y Agricultores) pidieran su renuncia. Un gobierno nuevo estuvo formado, al mando de Valdis Dombrovskis. había también discusiones que Presidente Zatlers podría utilizar el poder de disolución parlamentario de Presidente letón para llamar un referéndum encima aguantando elecciones tempranas. Zatlers Declarado el 23 February de febrero de 2009 que las elecciones tempranas podrían ser necesarias, y que  sea dispuesto de extender la fecha límite para reformas de 31 March para una semana a 7 April 2009 debido al derrumbamiento del gobierno.
Las tareas dadas al parlamento era: pase a enmiendas constitucionales para poder disolver el parlamento, pasar reformas electorales e instalar un consejo supervisor económico para el plan de recuperación y préstamos internacionales. Las tareas dadas al gobierno eran: un plan de recuperación e implementándolo, nombrando una cabeza nueva para el Tablero de Prevención de la Corrupción, reorganizar el gobierno y la administración pública. Zatlers inicio conversaciones con todos los partidos el 31 de marzo de 2009 y anunciar su valoración de la situación en el mismo día.
El 31 de marzo de 2009, Zatlers anunció que no habría disolución del parlamento. El Saeima tenía plazo para aprobar las enmiendas constitucionales hasta el 9 de abril del 2009.

## Cambios a la ley electoral
Varios cambios a la ley de elección tomaron efecto para esta elección. El tan-ley "de locomotora llamada" (en letón: lokomotīvju likuma) significó que los candidatos estuvieron restringidos a estar en una circunscripción. Además de completar formas de inscripción en formato de papel, por primera vez, los partidos también tuvieron que registrar electrónicamente. Votando las horas estuvieron acortadas, con encuestar las estaciones que cierran dos horas más tempranas en 8 pm en vez de 10 pm. Finalmente las leyes que relacionan a la elección que gasta estuvo apretado, en particular, leyes en contra tercer partido que anuncia en behalf de los partidos políticos estuvieron fortalecidos.

## Nuevo Gobierno
Aunque el resultado hizo una variedad de opciones de coalición posibles, incluyendo un gobierno de coalición formado por Centro de Armonía y La Unión de Verdes y Labradores, Dombrovskis dichos que Unidad y los Verdes y los labradores habían apalabrado continúa trabajar junto y formar un gobierno, para ser aprobado por parlamento el 2 de noviembre. Para Fathernd y la libertad era también esperada para ser parte del gobierno. Aun así Domrbovskis también dijo que  busque una cooperación trata Centro de Armonía en una oferta para ganar soporte adicional para cortes de presupuesto más lejano. "Ofrecemos una oportunidad de firmar un acuerdo de cooperación con Centro de Armonía, para estar de acuerdo encima cooperación en parlamento, quizás, también delegando un ministro."